# Terra dels homes
Terra dels homes —en francès original, Terre des hommes— és una novel·la autobiogràfica d'Antoine de Saint-Exupéry, en què descriu un grapat de vivències personals que el van ajudar a entendre el millor de la humanitat en conjunt, lluny d'aglomeracions i burocràcia. Va ser publicada per primer cop el 1939 a França i va rebre el Grand prix du roman de l'Acadèmia Francesa; el mateix any va ser traduïda a l'anglès i publicada als Estats Units, on va rebre també altre premi, el National Book Award.
Saint-Exupéry va dedicar el llibre a Henri Guillaumet, amic i company seu com a aviador a Latécoère, que, després d'estavellar-se a les geleres dels Andes, caminà cinc dies sense abric ni aliments. En l'obra, Saint-Exupéry descriu un seguit d'esdeveniments de la seva vida de quan va treballar per a la companyia francesa d'aerotransport postal «Lignes Aérienes Latécoère». Narra diversos episodis dels seus anys de pilot en rutes a través del Sàhara africà i els Andes sud-americans; fa una descripció detallada de l'accident aeri de 1935 al desert del Sàhara entre Bengasi i El Caire on, amb el seu mecànic André Prévot, amb prou feines van sobreviure. Sense aigua ni menjar, i exhaurint-se les possibilitats de trobar un oasi o ajuda des de l'aire a mesura que passava el temps, els dos homes gairebé van morir de set abans de ser salvats per un beduí a camell.
De l'accident al desert fa una anàlisi sobre la grandesa i puritat, però també inhumanitat, de la natura i d'ella destaca la humanitat, heroica, dels qui l'estimen; Saint-Exupéry descriu l'ésser humà proper a la moral de Nietzsche, i també figura un existencialisme proper a Sartre: «l'angoixa de la llibertat com a definició humana, el compromís i la responsabilitat sobre la humanitat, i el no-res com a horitzó i destí». En general, els capítols del llibre s'ocupen de temes centrats en l'amistat, la mort, l'heroisme i solidaritat entre companys, la humanitat i la recerca del sentit de la vida. El llibre il·lustra l'opinió de l'autor del món i la seva conclusió: «la vida val la pena viure-la».